# Ezequiel Garay
Ezequiel Marcelo Garay, född 10 oktober 1986 i Rosario, är en argentinsk före detta fotbollsspelare. Garay har representerat det argentinska landslaget, bland annat vid VM 2014.

## Klubbkarriär
Garay började sin karriär i argentinska Newell's Old Boys men flyttade i december 2005 till Racing Santander. Där blev han år 2008 utsedd till ligans tredje bästa försvarare efter Sergio Ramos och Pepe (Real Madrid). Han längd och spänst gjorde honom till en av ligans bättre huvudspelare och hans positionsspel hade en hög standard. Sommaren 2009 köptes Garay av Real Madrid men lånades direkt tillbaka till Racing Santander under en säsong. Han återvände i juli 2009 och gjorde sin ligadebut för Real den 29 augusti mot Deportivo La Coruña, vinst 3-2. Den 12 december ersatte han skadade Pepe i en match mot Valencia och gjorde det avgörande målet med några minuter kvar. 

### Benfica
Den 5 juli värvades Garay av den portugisiska storklubben Benfica från giganten Real Madrid. Garay ingick i en affär där Fábio Coentrão gick i motsatt riktning för €30 miljoner. Benfica fick dock betala €5 miljoner för att få Garays signatur på ett fyraårskontrakt.

## Landslagkarriär
Garay debuterade för Argentina i en träningslandskamp mot Norge, förlust med 2-1. Han hade tidigare blivit uppkallad till landslaget av förbundskaptenen Alfio Basile men skador gjorde att han ej kunde medverka i de matcherna.
I VM 2018 blev han petad från den Argentinska truppen. Han planerade att sluta i landslaget men till slut efter många protester blev han kvar. 

## Meriter

### Klubb
Newell's Old Boys
- Primera División: 2004

Real Madrid
- Copa del Rey: 2010/2011

Benfica
- Primeira Liga: 2013/2014
- Portugisiska cupen: 2013/2014
- Portugisiska Ligacupen: 2011/2012, 2013/2014

Zenit Sankt Petersburg
- Premjer-Liga: 2014/2015
- Ryska cupen: 2015/2016
- Ryska supercupen: 2016

Valencia
- Copa del Rey: 2018/2019

### Landslag
Argentina
- U20-VM: 2005
- OS: 2008